# Суворовка (Херсонская область)
Суворовка (укр. Суворовка) — село в Бехтерской сельской общине Скадовского района Херсонской области Украины.
Население по переписи 2001 года составляло 568 человек. Почтовый индекс — 75641. Телефонный код — 5539. Код КОАТУУ — 6522385503.

## Местный совет
7564, Херсонская обл., Голопристанский р-н, пос. Черноморское